# Сыдыкназаров, Баратбек Жалалбекович
Баратбек Жалалбекович Сыдыкназаров (кирг. Баратбек Жалалбекович Сыдыкназаров) — кыргызский государственный деятель. Аким, глава Сузакской районной государственной администрации Джалал-Абадской области Кыргызской Республики.

## Биография
Родился 18 августа 1978 года в селе Ак-Башат Кировского района Таласской области.
В 1995 году окончил Кара-Сайскую школу Кировского района Таласской области. В 1998 году поступил в Кыргызско-Российскую академию образования и в 2006 году получил квалификацию менеджера по специальности «Государственное и муниципальное управление». В 2007-2010 годах поступил на специальность «Экономика и институциональный менеджмент» Кыргызского национального университета и получил диплом по специальности "экономист".

## Карьера
Трудовую деятельность Баратбек Сыдыкназаров начал в 2002-2003 годах инспектором природного парка Ала-Арча Аламудунского района Чуйской области;
В 2003-2004 годах сотрудник Службы охраны государственного природного парка «Ала-Арча»;
В 2004-2009 годах ведущий специалист, главный специалист отдела доходов Социального фонда КР;
В 2009-2011 годах помощник председателя Социального фонда КР;
В 2011-2015 годах руководитель Таласского районного управления Социального фонда Республики;
В 2015-2016 годах руководил Кара-Бууринским районным отделом социального фонда Кыргызской Республики ;
В 2016-2021 годах глава Кара-Бууринской районной государственной администрации Таласской области - аким.
С 22 мая 2021 года является главой Сузакской райгосадминистрации.

## Награды
Нагрудный знак «Отличник Социального фонда КР»;
Почетная грамота Правительства Кыргызской Республики;
Нагрудный знак «Отличник Государственной службы Кыргызской Республики»;
Почетная грамота Жогорку Кенеша Кыргызской Республики.

Сыдыкназаров Баратбек Жалалбекович

## Проекты и идеи по развитию района
Участок автодороги “Бишкек-Ош” "Джалал-Абад-Маданият" в Сузакском районе, где реконструирован проезд, переведен из категории 3 в категорию 2, на главной дороге полностью уложен асфальт, в настоящее время продолжаются работы по установке дорожных знаков и строительству тротуаров;
На автодороге "Джалал-Абад-Балыкчи" на границе с Тогуз-тороуским районом проложено асфальтовое покрытие на участке до тоннеля, который находится в стадии полного завершения;
Готовится план преобразования 300 гектаров земли под строительство Джалал-Абадского международного аэропорта в Багышском (Сафаровке) и Кок-Артском (Жалгыз-Джангакском) сельских округах Сузакского района, готовятся соответствующие документы;
Завершено строительство малой ГЭС на участке Айгыр-Жал стоимостью 80,0 млн сомов, текущая мощность которого составляет 2,4 МВт. Проект был свершен отведением инвестору 4,0 га земельного участка на участке Айгыр-Жал села Ленина Сузакского района;
ООО «Кок-Арт Малая ГЭС» завершает строительство малой ГЭС мощностью 6,7 МВт и среднегодовой выработкой 22,9 млн кВтч в селе Жигач-Коргон Ленинского сельского округа;
В целях решения проблемы граждан, нуждающихся в жилье в районе, заложено 3,39 га земли от села Ленина, 34 га от села Барпы, 12,32 га от Ырысского и Сузакского сельских округов (из них 6,72 га для отвода сточных вод) было выделено под ипотечное жилищное строительство, и начались строительные работы;
В селе Чокмор Барпинского сельского округа под строительство нового родильного отделения Сузакской районной больницы на 75 коек выделено 3,0 га земли, строительные работы уже начаты, завершить их планируется к июню 2024 года;
Идет строительство нового здания инфекционного отделения на 40 коек Сузакской областной больницы, планируется сдать в июне 2024 года;
Капитальный ремонт родильного отделения на 20 коек Октябрьского областного центра общей врачебной практики в селе Багыш выполнен на 15,9 миллиона сомов и будет сдан в эксплуатацию в 2024 году;
В 2024 году протяженность автодороги Джалал-Абад-Сузак, Сузак-Кара-Дарья в селах Кумуш-Азиз и Сузак будет увеличена до 22 метров, а дорога будет расширена в соответствии с требованиями категории дороги.